# Школа № 31 (Мариуполь)
Мариупольская общеобразовательная школа І-ІІІ ступеней № 31 Мариупольського городского совета Донецкой области — средняя школа в Мариуполе, одно из старейших учебных заведений города.
Основана школа в 1900 году. На момент открытия располагалась в частном доме на улице Обрывной (ныне — улица Севастопольская) и имела две классных комнаты. Преподавал в школе один учитель — Даниил Иванович Добружский.
В 1912 году земством было построено новое здание с тремя классами на Воздвиженской улице, по названию которой и получило имя «Воздвиженская». Обучение в школе стало трёхлетним.
После Октябрьской революции школа получила новое название — «Школа имени организованного пролетариата» и была преобразована в семилетку.
В 1928 году было построено новое здание, а в 1933 году школа стала средней.
Четыре выпускника школы получили звание Героя Советского Союза, в том числе подводник Николай Лунин, который посетил школу в 1967 году. В школьном музее размещены материалы, посвящённые Лунину, а также событиям Гражданской и Второй Мировой воен.
В настоящее время в школе работает 22 учителя, обучается 250 учеников.